# 200% varulv – En pudel i flocken 2
200% varulv – En pudel i flocken 2 (engelska: 200% Wolf) är en australisk animerad komedi- och familjefilm som hade premiär den 8 augusti 2024. Filmen är regisserad av Alexs Stadermann efter ett manus skrivet av Fin Edquist och Jayne Lyons och är baserad på The Werewolf Saga av Lyons. Filmen är en uppföljare till En pudel i flocken från 2020.
Filmen hade premiär i Sverige den 19 februari 2025, utgiven av Lucky Dogs.

## Handling
Filmen kretsar kring Freddy Lupin som är redo att göra vad som krävs för sin flock. Han vill bevisa att han kan leda dem, men att vinna varulvarnas respekt är svårare än han trodde. När han förvandlas till en varulv måste han lista ut vad som orsakade förvandlingen innan allt är för sent.

## Rollista i urval
| Roll             | Originalröster    | Svenska röster       |
| ---------------- | ----------------- | -------------------- |
| Freddy Lupin     | Ilai Swindells    | Ludwig Westman       |
| Moopoo           | Elizabeth Nabben  | Anton Olofson Raeder |
| Max              | Jennifer Saunders | Anna Rydgren         |
| Batty            | Samara Weaving    | Beata Hedman         |
| Felicity Hazzard | Janice Petersen   | ?                    |
| Lady Hightail    | Heather Mitchell  | ?                    |